# 印尼快捷航空
印尼快捷航空（英語：Airfast Indonesia，又称印度尼西亚快航、印尼快航）是印度尼西亚的一家航空公司，总部位于雅加达以西坦格朗的苏加诺-哈达国际机场，专门在印度尼西亚和邻近国家从事合同业务、航空管理以及为石油、采矿、建筑行业提供包机客运和货运服务，也提供航空测绘、空中巡查、医疗救护等服务。印尼快捷航空被印尼民航总局列为第一类安全质量航空公司，是现今被允许飞入欧盟领空的7家印尼航空公司之一。

## 历史
印尼快航成立于1971年，同年开航运营，为印度尼西亚的石油勘探提供直升机和固定翼飞机，最初是澳大利亚和印度尼西亚的合资企业，但在1982年变由印尼独自经营，主要股东是Frank Reuneker（股份占53%），Frank Reuneker在2008年2月22日死于癌症，他的妻子Irma Reuneker继任董事长。

## 服务
- 直升机服务包括陆上和海上客运、医疗救护、机内和机外载荷运输、钻机移动、航空测绘等。
- 固定翼飞机服务包括客运和货运包机、医疗救护、不定期航线经营、航空测绘等。

## 航点
印度尼西亚
- 雅加达-苏加诺-哈达国际机场
- 望加锡-苏丹哈桑丁国际机场
- 泗水-朱安达国际机场
- 蒂米卡-莫泽什吉朗因国际机场
- 登巴萨-伍拉·赖国际机场
- 万鸦老-萨姆·拉图兰吉国际机场
- 巴厘巴板-苏丹阿吉·穆罕默德·苏莱曼国际机场
- 马辰-沙姆斯丁努尔国际机场
- 特尔纳特-苏丹巴布拉机场
- 比亚克-弗兰斯凯西波国际机场
- 安汶-巴蒂穆拉国际机场
- 索龙-多米尼克爱德华·奥索机场
- 日惹-阿迪苏吉普托国际机场
- 卡里摩爪哇群岛-德瓦达鲁机场

### 已停飞
澳大利亚
- 凯恩斯-凯恩斯国际机场
- 珀斯-珀斯机场

## 机队
截止2017年8月，印尼快航的机队拥有以下飞机：
截至2013年6月，该航空公司还拥有以下飞机：
- 3架波音737-200
- 1架ERJ-135
- 1架BAe-146-100
- 1架CASA C-212-200（英语：CASA C-212 Aviocar）
- 1架比奇1900
- 3架贝尔412和412EP直升机
- 1架贝尔212直升机
- 2架贝尔407直升机（英语：Bell 407）
- 2架欧直AS350直升机
- 1架米171直升机

此外，该印尼快航还订购了12架波音737-800和8架空客A320。

## 事故和事件
- 1981年4月28日，一架C-47A（PK-OBK）在执行非定期客运航班任务期间于北干巴魯苏丹谢里夫·卡西姆二世国际机场降落时坠地，机上17人中有9人死亡[5]。
- 1984年8月15日，一架C-47A（PK-OBK）在巴布亚瓦梅纳附近撞山，机上3人中2人死亡[6]。
- 2012年3月16日，一架欧直AS350直升机（PK-ODA）搭载3人在巴布亚飞行时撞上山崖，包括新西兰飞行员在内的所有乘员在撞击中遇难，事故被归类为可控飞行撞地[7]。

## 资料来源
1. ↑  . Airfast Indonesia.   [2013-06-06]. （原始内容存档于2020-09-27）.
2. 1 2  . Flight International. 2007-03-27: 70.
3. ↑  . BBC News. 2009-07-14. （原始内容存档于2012-09-11）.
4. ↑  . 《Airliner World》: 16.
5. ↑  . Aviation Safety Network.   [2010-07-24]. （原始内容存档于2012-11-02）.
6. ↑  . Aviation Safety Network.   [2010-07-27]. （原始内容存档于2012-11-02）.
7. ↑  Final Report PK-ODA[永久]